# گفت‌وگو با نجف دریابندری
گفت‌وگو با نجف دریابندری کتابی است از مهدی مظفری ساوجی که مجموعهٔ گفت‌وگوهای او را با نجف دریابندری، مترجم نامدار معاصر، دربرگرفته و در سالِ ۱۳۸۸ منتشر شده است. مظفّری ساوجی‌ در این کتاب، علاوه بر زندگی دریابندری، به مباحثی نظیر ترجمه، پسند و ناپسند زبان فارسی، داستان‌نویسی، طنز و سینما پرداخته و پرسش‌های خود را پیرامون موضوعات مزبور، با این مترجم در میان نهاده است. از جمله موضوعات قابل توجه این کتاب، اظهارنظر دریابندری دربارهٔ شعر و شاعران معاصر ایران است.

## متن
متنِ کتاب از گفت‌وگوهای سال‌های ۱۳۸۳-۱۳۸۴ مهدی مظفّری ساوجی با نجف دریابندری در خانهٔ دریابندری در تهران فراهم شده است. این گفت‌وگوها را دریابندری پیش از انتشار بازبینی کرده است. چاپ اول کتاب در ۱۳۸۸ به وسیلهٔ انتشارات مروارید در تهران منتشر شده است. این کتاب در سال ۱۴۰۰ به صورت مستندی صوتی (شنیداری)، در ۲۲ ساعت و ۵۴ دقیقه از سوی انتشارات ماه‌آوا منتشر شده است.